# 수성 조씨
수성 조씨(綾城曺氏)는 대구광역시 수성동을 본관으로 하는 한국의 성씨이다. 시조는 조선에서 문과에 급제해 승문박사(承文博士)를 지낸 조윤성(曺允誠)이다.

## 참고 자료
- “수성조씨(壽城曺氏)”. 뿌리를 찾아서.[깨진 링크(과거 내용 찾기)]